# Château d'Orford
Le château d'Orford est un château à Orford dans le comté anglais du Suffolk, 12 milles au nord-est d'Ipswich, avec vue sur Orford Ness. Il est construit entre 1165 et 1173 par Henri II d'Angleterre pour consolider le pouvoir royal dans la région. Le donjon bien conservé, décrit par l'historien R. Allen Brown comme "l'un des donjons les plus remarquables d'Angleterre", est d'une conception unique et probablement basé sur l'Architecture byzantine. Le donjon se dresse dans les vestiges en terre des fortifications extérieures du château.

## Histoire

### XIIesiècle
Avant la construction du château d'Orford, le Suffolk est dominé par la famille Bigod, qui détient le titre de comte de Norfolk et possède des châteaux clés à Framlingham, Bungay, Walton et Thetford. Hugh Bigod fait partie d'un groupe de barons dissidents pendant l'anarchie sous le règne du roi Stephen, et Henri II souhaite rétablir l'influence royale dans la région. Henry confisque les quatre châteaux de Hugh, mais rend Framlingham et Bungay à Hugh en 1165. Henry décide alors de construire son propre château royal à Orford, près de Framlingham, et les travaux de construction commencent en 1165, se terminant en 1173. Le site d'Orford est d'environ 2 milles de la mer, sur un terrain plat avec un terrain marécageux qui s'étend lentement jusqu'à la rivière Ore.
La conception du donjon est unique et est qualifiée de "l'un des donjons les plus remarquables d'Angleterre" par l'historien R. Allen Brown. La tour centrale de 90 pieds de haut (27 mètres) est de section circulaire avec trois tours rectangulaires de serrage construites à partir de la structure de 49 pieds de large (15 mètres). La tour est basée sur un ensemble précis de proportions, ses différentes dimensions suivant le rapport un à la racine de deux que l'on trouve dans de nombreuses églises anglaises de l'époque. Une grande partie de l'intérieur est construite avec de la Pierre de taille de haute qualité, avec de larges escaliers de 5 pieds 6 pouces de large (1,7 mètre). Les meilleures chambres sont conçues pour capter le soleil du petit matin, tandis que les différentes parties du donjon sont à l'épreuve des courants d'air avec des portes et des fenêtres soigneusement conçues. À l'origine, le toit du donjon, au-dessus de la salle supérieure, aurait formé un effet de dôme, avec un haut clocher au-dessus. La chapelle au-dessus de l'entrée du donjon a une forme inhabituelle; l'historien Stephen Brindle suggère qu'une telle conception "n'aurait normalement pas été pensée convenable pour une pièce dédiée au service de Dieu".
Le donjon est entouré d'une courtine avec probablement quatre tours flanquantes et une guérite fortifiée protégeant une basse-cour relativement petite ; ces défenses extérieures, plutôt que le donjon, représentent probablement les principales défenses du château. Les marais avoisinants sont asséchés, transformant le village d'Orford en un port abrité. Le château, y compris le fossé environnant, la palissade et le pont de pierre, a coûté 1 413 £ à construire, les travaux étant peut-être menés par le maître maçon Alnoth. Certaines des charpentes sont apportés d'aussi loin que Scarborough, et la maçonnerie détaillée est sculptée dans du calcaire de Caen en Normandie, le reste de la pierre étant diversement de l'argile et du corallin locaux, ainsi que du calcaire du Northamptonshire.

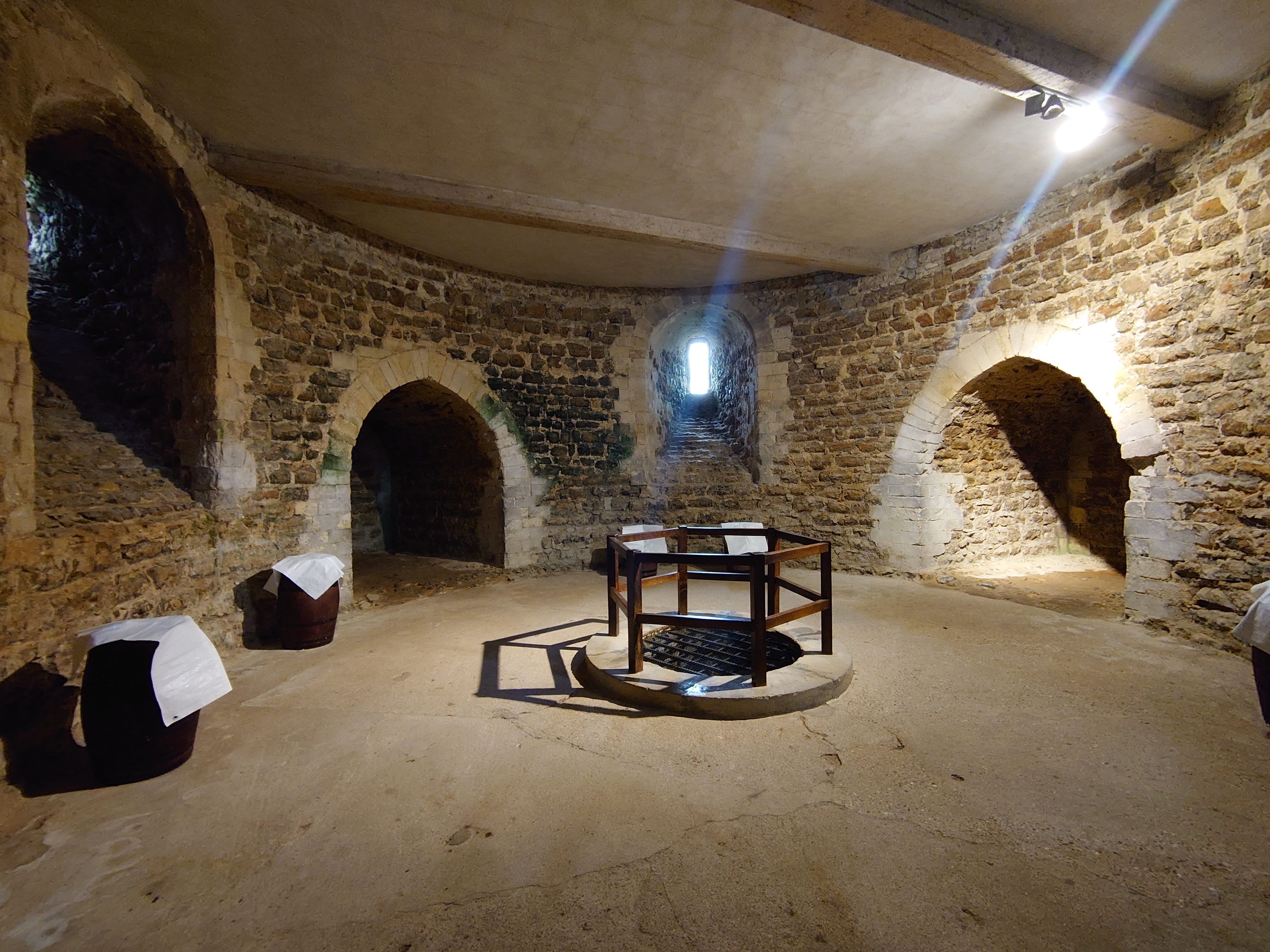
Le sous-sol aurait été utilisé pour le stockage à l'époque médiévale. Il contient un puits et un évier, construits dans l'un des murs.
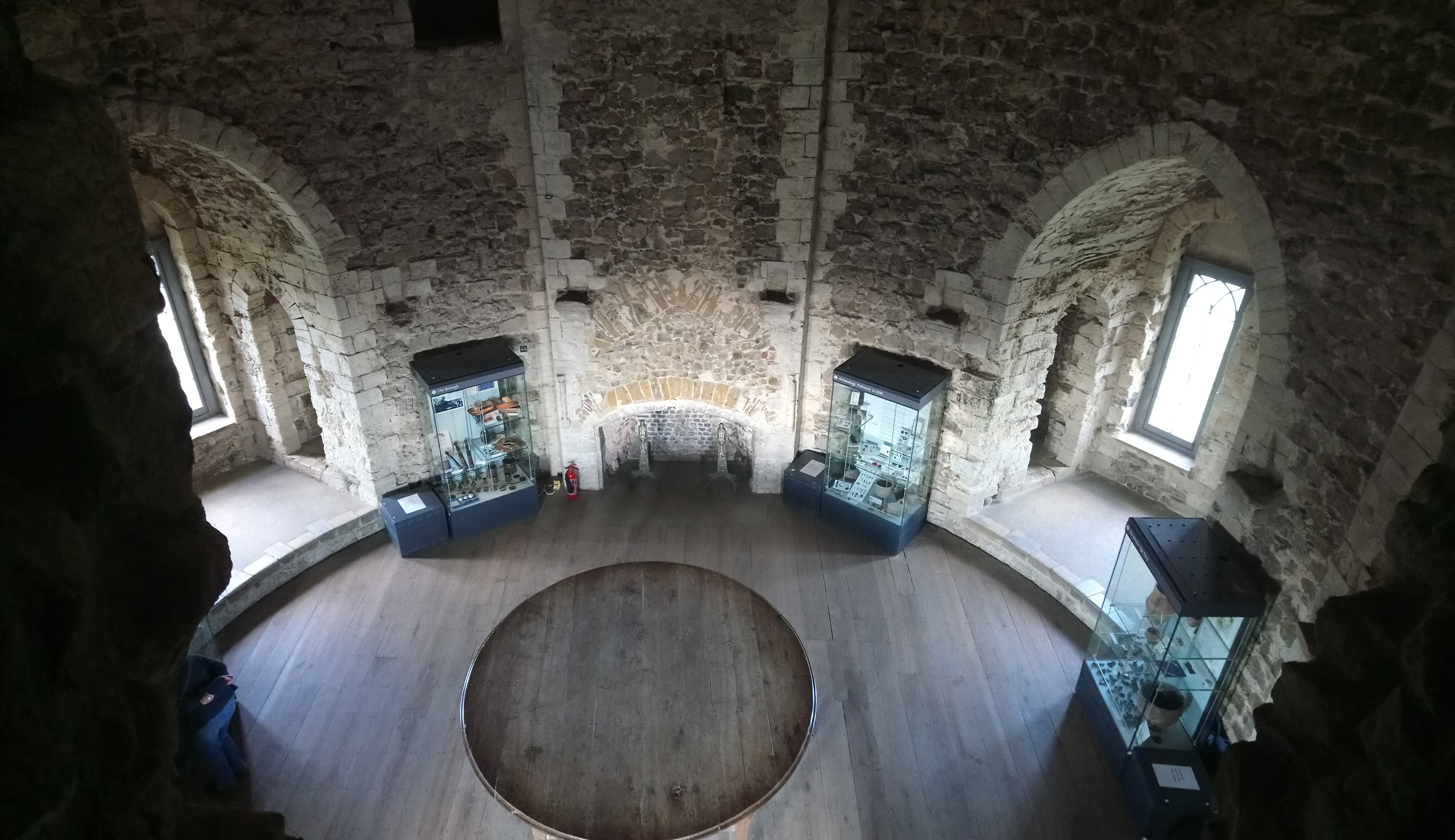
Les corbeaux autour du hall supérieur soutenaient à l'origine le plafond en forme de dôme.
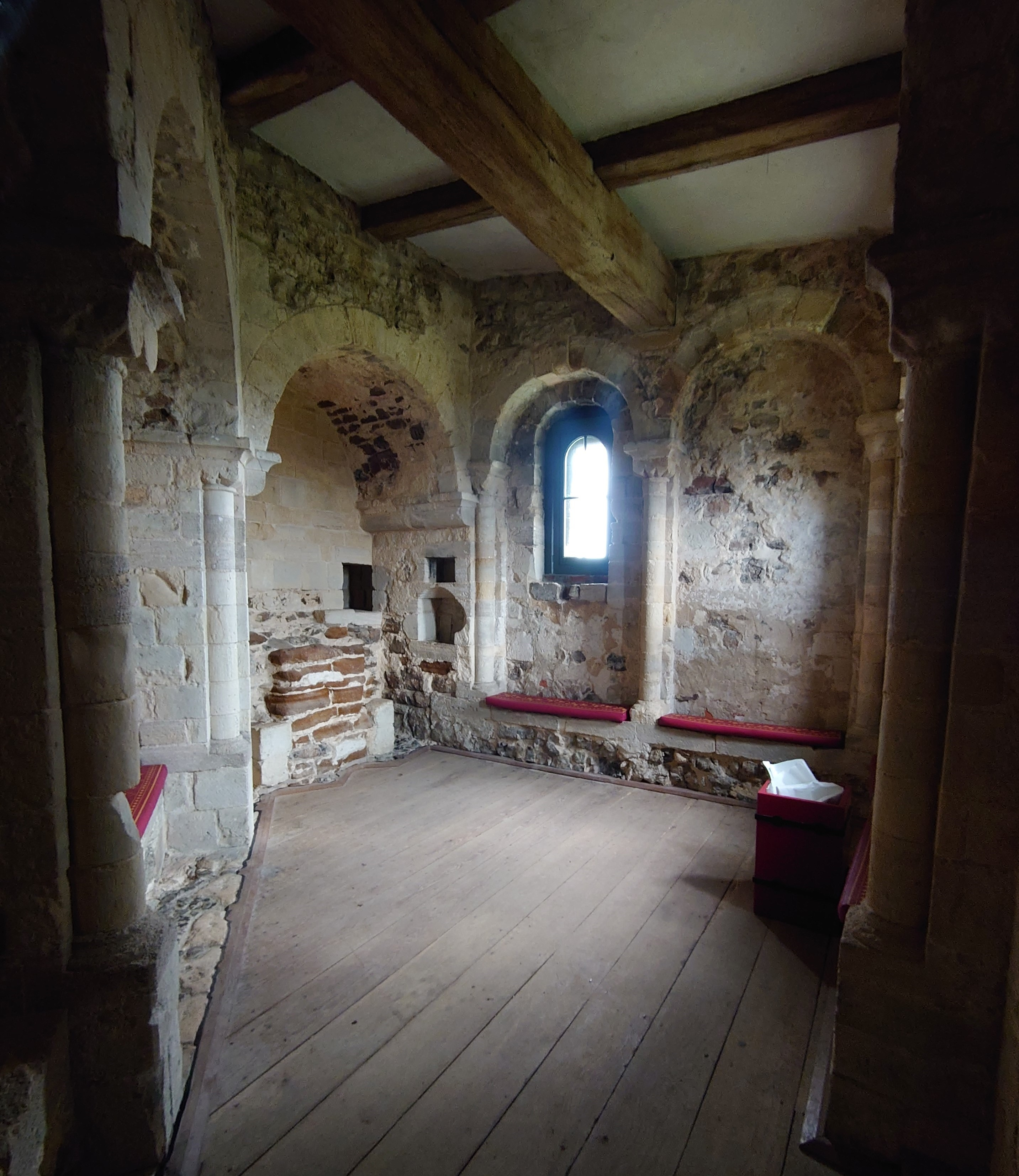
La chapelle de la première mezzanine

La conception du donjon a suscité beaucoup d'intérêt historique. Les explications traditionnelles de son plan inhabituel soutiennent que le château est une conception militaire de transition, combinant à la fois les caractéristiques circulaires des châteaux ultérieurs et les contreforts à angle carré des fortifications normandes antérieures. Des études plus récentes ont critiqué cette explication. La conception du donjon d'Orford est difficile à justifier en termes militaires, car les contreforts créaient des angles morts supplémentaires pour les défenseurs, tandis que les chambres et l'escalier dans les coins affaiblissaient les murs contre les attaques. Les donjons normands carrés continuent à être construits après Orford, tandis qu'Henri II est au courant des conceptions de château entièrement circulaires avant de construire le donjon. Un donjon rond est construit à New Buckenham, Norfolk, en 1146, par exemple. Les historiens se sont donc demandé dans quelle mesure la conception peut être considérée comme légitimement transitoire. Au lieu de cela, les historiens croient maintenant que la conception du château d'Orford est plutôt motivée par un symbolisme politique. L'historien de l'architecture Sandy Heslop (en) soutient que l'élégance simple de l'architecture aurait, pour la noblesse du milieu du XIIe siècle, évoqué des images du roi Arthur, qui était alors largement soupçonné d'avoir des liens romains ou grecs. Les traits anguleux et bagués du donjon ressemblent aux murs théodosiens de Constantinople, alors l'image idéalisée du pouvoir impérial, et le donjon dans son ensemble, notamment le toit, peut avoir été basé sur une salle qui avait été récemment construite à Constantinople par Jean II Comnène.

### XIIIeauXIXesiècle

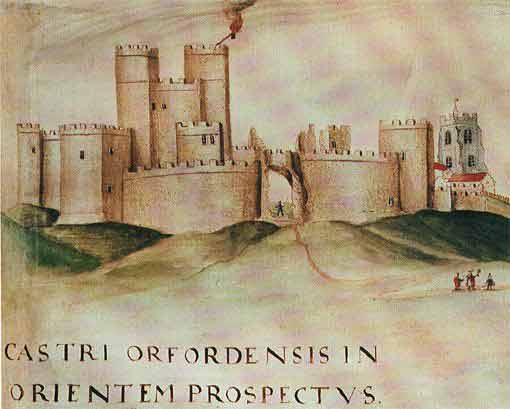
Aquarelle du château d'Orford en 1600, par John Norden

Au début du XIIIe siècle, l'autorité royale sur le Suffolk est fermement établie, après qu'Henri II ait écrasé les Bigods lors de la révolte de 1173-1174, Orford étant une forte garnison pendant le conflit, avec 20 chevaliers basés là-bas. À l'effondrement de la rébellion, Henry ordonne la confiscation permanente du château de Framlingham. L'importance politique du château d'Orford diminue après la mort d'Henry en 1189, bien que le port d'Orford ait pris de l'importance, traitant cependant plus de commerce que le port plus célèbre d'Ipswich au début du siècle.
Le château est capturé par le prince Louis de France qui a envahi l'Angleterre en 1216 à l'invitation des barons anglais déçus par le roi Jean. Jean Fitz-Robert devient gouverneur du château royal sous le jeune Henri III, suivi d'Hubert de Burgh. Sous Édouard Ier, le château est confié à la famille de Valoines, et il passe par mariage à Robert d'Ufford, le 1er comte de Suffolk, qui le reçoit à perpétuité par Édouard III en 1336. Les Ufford modernisent le château, ajoutant du verre aux fenêtres et installant des boiseries dans diverses pièces. Malgré ces changements pour rendre Orford plus confortable, Brindle suggère que le comte et sa famille n'auraient utilisé le château qu'occasionnellement car la grande maison du comte aurait eu besoin de plus d'espace. N'étant plus un château royal, Orford est transmis par les familles Willoughby, Stanhope et Devereux, tandis que l'économie environnante d'Orford décline. L'estuaire de la rivière Ore s'envase et la flèche d'Orford Ness s'agrandit, rendant l'accès au port plus difficile, entraînant une baisse du commerce, réduisant l'importance du château en tant que centre du gouvernement local.
Le château passe à Michael Stanhope, qui charge John Norden d'effectuer une enquête sur les domaines de sa famille. La plus ancienne représentation survivante du château date de cette enquête. Stanhope construit une nouvelle maison à Sudbourne en 1604 et 1605 et, ce faisant, a probablement réutilisé la pierre du château d'Orford.

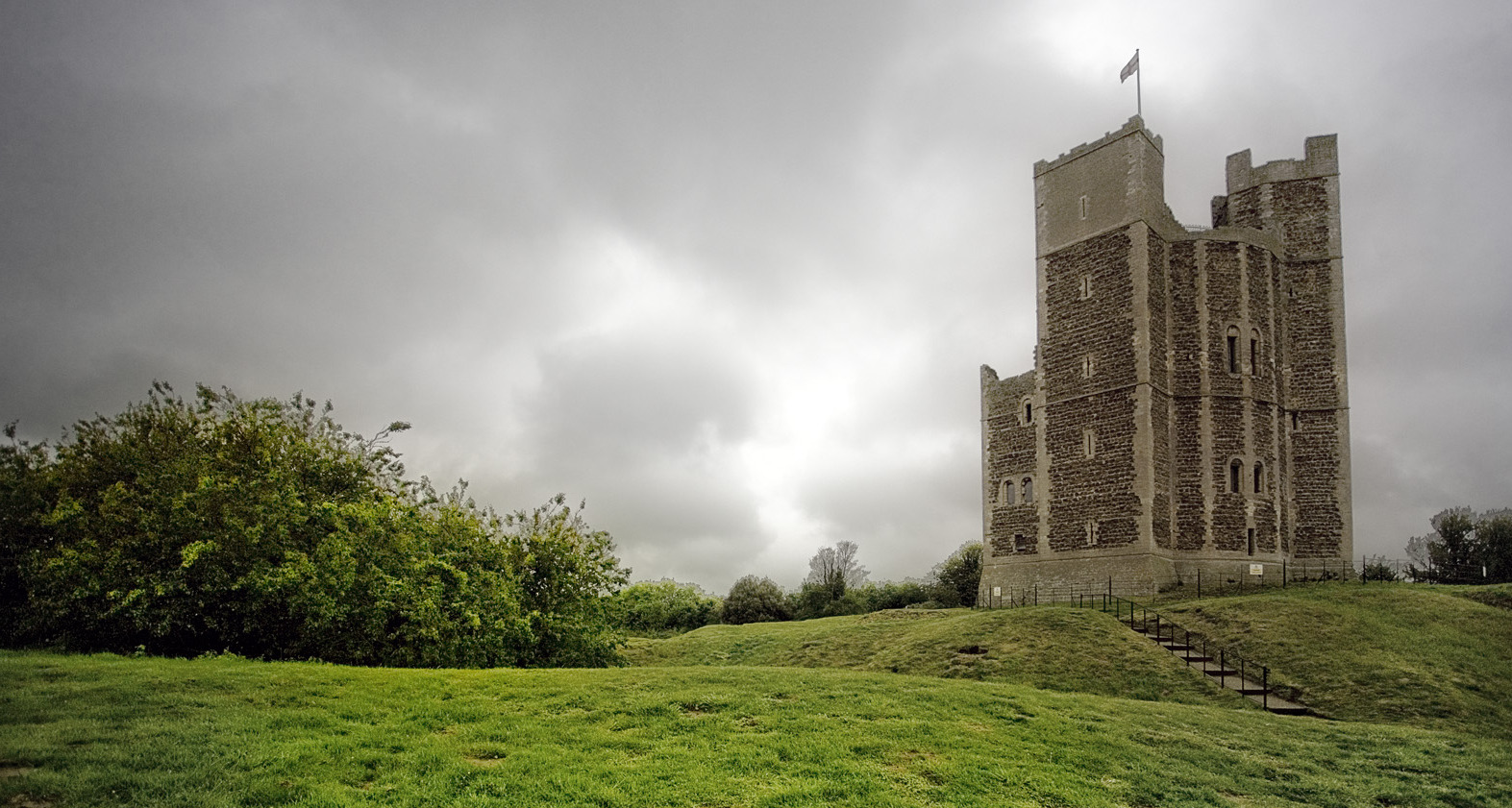
Château d'Orford et terrassements environnants

Le château et les terres environnantes sont achetés par la famille Seymour-Conway en 1754. À la fin du XVIIIe siècle, seul le mur nord de la cour a survécu et le toit et les étages supérieurs du donjon se sont gravement détériorés, et Francis Seymour-Conway, le 2e marquis de Hertford, propose de détruire le bâtiment en 1805. Il en est empêché par le gouvernement, au motif que le donjon constitue un repère précieux pour les navires venant de Hollande, désireux d'éviter les bancs de sable voisins. Le fils de Francis, également appelé Francis, entreprend des efforts de conservation en 1831, installant un nouveau toit en plomb relativement plat et un étage supérieur de remplacement. Il aménage le haut du donjon pour en faire un appartement pour les hôtes. Dans les années 1840, cependant, tous les murs d'enceinte et les tours murales environnantes ont presque disparu, ayant été détruits pour la pierre, et les fondations sont à peine visibles.

### Période moderne

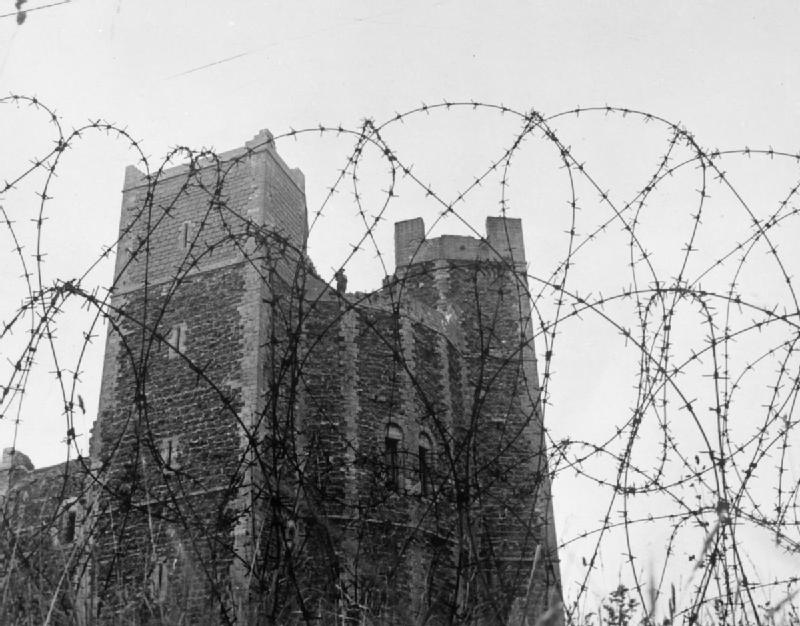
L'Imperial War Museum possède une collection de photographies intitulée série « Invasion Village », montrant la vie à Orford pendant la Seconde Guerre mondiale.

Sir Arthur Churchman achète le château d'Orford en 1928 et donne la propriété au Orford Town Trust; une levée de fonds pour l'entretenir et le restaurer commence peu de temps après. En 1930, le château est ouvert au public. Pendant la Seconde Guerre mondiale, le château est refortifié avec des barbelés pour former ce qui est à l'origine destiné à être un emplacement anti-aérien, avec des huttes Nissen érigées autour du donjon. Le château est plutôt utilisé comme emplacement radar et un sol en béton est installé dans la tour sud-est pour supporter l'équipement. Ces bâtiments sont enlevés à la fin du conflit. Le ministère de l'Information prend une série de photographies de propagande autour d'Orford surnommée «Village d'invasion»; en plus de montrer la vie dans le village, les images contrastaient l'ancienne fortification avec de nouvelles défenses pour montrer que le patrimoine était menacé.
Le château d'Orford est donné au ministère des Travaux publics en 1962 et est maintenant entretenu par English Heritage. Le premier guide du site est publié deux ans plus tard, écrit par R. Allen Brown. Des guides ultérieurs sont écrits par Derek Renn (1988), John Rhodes (2003) et Stephen Brindle (2018),.
Le donjon du château est la seule partie de la structure restée intacte, bien que les restes de terrassement du mur d'enceinte soient encore visibles. Certains des fossés visibles parmi les terrassements ne sont pas médiévaux mais résultent de l'extraction ultérieure des murs de la basse-cour. Les travaux archéologiques pour interpréter le milieu environnant se sont poursuivis, le plus récemment en 2002 à 2003. Le château est un monument classé et un bâtiment classé Grade I.
Bien qu'entretenu par English Heritage, le château abrite également le musée Orford. Le musée emménage dans le château en 2005 et est installé dans le hall supérieur. La Fiducie du Musée Orford y créé des expositions présentant des expositions d'artefacts archéologiques trouvés localement.
Au XXIe siècle, English Heritage lance un programme de conservation pour enrayer la décomposition de la boue, également connue sous le nom de septaria, utilisée pour construire le château. La pierre s'est altérée depuis au moins le XVIe siècle et, en 2008, English Heritage commence à tester différents moyens de préserver la pierre. Après divers essais, en 2022, un projet d'un million de livres sterling esté entrepris pour recouvrir le château d'enduit à la chaux,.

## Homme sauvage d'Orford
Le château d'Orford est associé à la légende de l'Homme sauvage d'Orford. Selon le chroniqueur Raoul de Coggeshall, un homme sauvage nu, couvert de poils, a été pris dans les filets des pêcheurs locaux vers 1167. L'homme est ramené au château où il est détenu pendant six mois, interrogé ou torturé. Il n'a rien dit et s'est comporté de façon sauvage tout au long. L'homme sauvage s'est finalement échappé du château. Des récits ultérieurs l'ont décrit comme un triton, et l'incident semble avoir encouragé la croissance des sculptures «d'hommes sauvages» sur les Fonts baptismaux locaux - une vingtaine de ces fonts de la fin de la période médiévale existent dans les zones côtières du Suffolk et de Norfolk, près d'Orford.